# Miss Univers 1981
Miss Univers 1981, 30e édition du concours de Miss Univers a lieu le 20 juillet 1981, au Minskoff Theatre, à New York, État de New York, États-Unis.  Le concours devait initialement se dérouler à Guatemala City au Guatemala.
Irene Sáez, Miss Venezuela, âgée de 19 ans, remporte le prix.

## Résultats
| Classement final | Candidates                           |
| --- | ------------------------------------ |
| Miss Univers 1981 | - Venezuela - Irene Sáez             |
| 1re dauphine | - Canada - Dominique Dufour          |
| 2e dauphine | - Suède - Eva Lena Lundgren          |
| 3e dauphine | - Brésil - Adriana Alves de Oliveira |
| 4e dauphine | - Belgique - Dominique Van Eeckhoudt |
| Top 12 - Norvège - Mona Olsen - Allemagne - Marion Kurz - Pays-Bas - Ingrid Schouten - États-Unis - Kim Seelbrede - Équateur - Lucía Vinueza - Nouvelle-Zélande - Donella Elizabeth Thomsen - Tahiti - Tatiana Teraiamano |                                      |

### Scores de la demi-finale
| \| Pays \| Moyenne préliminaire \| Interview \| Maillot de bain \| Robe du soir \| Moyenne de la demi-finale \| \| ---------------- \| -------------------- \| ---------- \| --------------- \| ------------ \| ------------------------- \| \| Venezuela \| 8.575 (1) \| 8.966 (1) \| 9.024 (1) \| 8.887 (1) \| 8.959 (1) \| \| Belgique \| 8.223 (6) \| 8.529 (3) \| 8.881 (2) \| 8.268 (3) \| 8.559 (2) \| \| Suède \| 7.967 (9) \| 8.658 (2) \| 8.050 (6) \| 8.179 (4) \| 8.296 (3) \| \| Canada \| 7.913 (12) \| 8.167 (6) \| 8.133 (5) \| 8.508 (2) \| 8.269 (4) \| \| Brésil \| 8.330 (4) \| 8.191 (5) \| 8.416 (3) \| 7.824 (7) \| 8.144 (5) \| \| Tahiti \| 7.940 (11) \| 8.149 (7) \| 8.137 (4) \| 7.962 (5) \| 8.083 (6) \| \| Norvège \| 8.259 (5) \| 8.435 (4) \| 7.717 (8) \| 7.838 (6) \| 7.997 (7) \| \| Allemagne \| 8.400 (3) \| 7.875 (8) \| 8.041 (7) \| 7.442 (10) \| 7.786 (8) \| \| Pays-Bas \| 8.133 (7) \| 7.590 (9) \| 7.633 (9) \| 7.625 (9) \| 7.616 (9) \| \| États-Unis \| 8.527 (2) \| 7.427 (11) \| 7.617 (10) \| 7.653 (8) \| 7.566 (10) \| \| Équateur \| 7.967 (9) \| 7.442 (10) \| 7.300 (12) \| 7.317 (12) \| 7.353 (11) \| \| Nouvelle-Zélande \| 8.063 (8) \| 6.950 (12) \| 7.492 (11) \| 7.350 (11) \| 7.264 (12) \| | Gagnante 1re Dauphine 2e Dauphine 3e Dauphine 4e Dauphine Top 12 |            |                 |              |                           |
| Pays | Moyenne préliminaire                                             | Interview  | Maillot de bain | Robe du soir | Moyenne de la demi-finale |
| Venezuela | 8.575 (1)                                                        | 8.966 (1)  | 9.024 (1)       | 8.887 (1)    | 8.959 (1)                 |
| Belgique | 8.223 (6)                                                        | 8.529 (3)  | 8.881 (2)       | 8.268 (3)    | 8.559 (2)                 |
| Suède | 7.967 (9)                                                        | 8.658 (2)  | 8.050 (6)       | 8.179 (4)    | 8.296 (3)                 |
| Canada | 7.913 (12)                                                       | 8.167 (6)  | 8.133 (5)       | 8.508 (2)    | 8.269 (4)                 |
| Brésil | 8.330 (4)                                                        | 8.191 (5)  | 8.416 (3)       | 7.824 (7)    | 8.144 (5)                 |
| Tahiti | 7.940 (11)                                                       | 8.149 (7)  | 8.137 (4)       | 7.962 (5)    | 8.083 (6)                 |
| Norvège | 8.259 (5)                                                        | 8.435 (4)  | 7.717 (8)       | 7.838 (6)    | 7.997 (7)                 |
| Allemagne | 8.400 (3)                                                        | 7.875 (8)  | 8.041 (7)       | 7.442 (10)   | 7.786 (8)                 |
| Pays-Bas | 8.133 (7)                                                        | 7.590 (9)  | 7.633 (9)       | 7.625 (9)    | 7.616 (9)                 |
| États-Unis | 8.527 (2)                                                        | 7.427 (11) | 7.617 (10)      | 7.653 (8)    | 7.566 (10)                |
| Équateur | 7.967 (9)                                                        | 7.442 (10) | 7.300 (12)      | 7.317 (12)   | 7.353 (11)                |
| Nouvelle-Zélande | 8.063 (8)                                                        | 6.950 (12) | 7.492 (11)      | 7.350 (11)   | 7.264 (12)                |

## Prix spéciaux
| Prix                      | Candidates                                                                                  |
| ------------------------- | ------------------------------------------------------------------------------------------- |
| Meilleur Costume National | - Brésil - Adriana Alves de Oliveira - Venezuela - Irene Sáez - Corée du Sud - Lee Eun-Jung |
| Miss Sympathie            | - Bahamas - Linda Smith                                                                     |
| Miss Photogénique         | - Danemark - Tina Brandstrup                                                                |

## Ordre d'annonce des finalistes

### Top 12
1. Pays-Bas
2. Équateur
3. Nouvelle-Zélande
4. Suède
5. Brésil
6. États-Unis
7. Norvège
8. Venezuela
9. Belgique
10. Allemagne
11. Tahiti
12. Canada

### Top 5
1. Suède
2. Brésil
3. Belgique
4. Venezuela
5. Canada

## Bande son
- Numéro d'ouverture: "Theme from New York, New York" par Frank Sinatra (Reprise)

## Juges
- Sammy Cahn
- Chang Kang Jae
- Pelé
- Julio Iglesias
- Itzhak Kol
- Lee Majors
- Mary McFadden
- David Merrick
- Anna Moffo
- LeRoy Neiman
- Lorin Netherlandser
- Francesco Scavullo
- Corinna Tsopei

## Candidates
- Argentine – Susana Mabel Reynoso
- Aruba – Synia Reyes
- Australie – Karen Sang
- Autriche – Gudrun Gollop
- Bahamas – Linda Teresa Smith
- Belgique – Dominique Van Eeckhoudt
- Belize – Ivette Zabaneh
- Bermudes – Cymone Florie Tucker
- Bolivie – Vivian (Maricruz) Aponte Zambrano
- Brésil – Adriana Alves de Oliveira
- Îles Vierges britanniques – Carmen Nibbs
- Canada – Dominique Dufour
- Îles Caïmans – Donna Marie Myrie
- Chili – María Soledad Hurtado Arellano
- Colombie – Ana Edilma (Eddy) Cano Puerta
- Costa Rica – Rosa Inés Solís Vargas
- Curaçao – Maria Maxima Croes
- Chypre – Katia Angelidou
- Danemark – Tina Brandstrup
- République dominicaine – Fausta Lucía Peña Veras
- Équateur – Lucía Isabel Vinueza Urjelles
- Angleterre – Joanna Longley
- Fidji – Lynn Michelle McDonald
- Finlande – Merja Orvokki Varvikko
- France – Isabelle Sophie Benard
- Allemagne – Marion Kurz
- Gibraltar – Yvette Dominguez
- Grèce – Maria Nikouli
- Guadeloupe – Rosette Bivuoac
- Guam – Bertha Antoinette Harmon
- Guatemala – Yuma Rossana Lobos Orellana
- Pays-Bas – Ingrid Johanna Marie Schouten
- Honduras – Leslie Nohemí Sabillón Dávila
- Hong Kong – Irene Lo Kam-Sheung
- Islande – Elisabet Traustadóttir
- Inde – Rachita Kumar
- Irlande – Valerie Roe
- Israël – Dana Wexler
- Italie – Anna Maria Kanakis
- Japon – Mineko Orisaku
- Corée du Sud – Lee Eun-jung
- Malaisie – Audrey Loh Yin Fong
- Malte – Susanne Galea
- Martinique – Ghislaine Jean-Louis
- Mauritius: Carole Fitzgerald (forfait)
- Mexique – Judith Grace González Hicks
- Namibie – Antoinette Anuza
- Nouvelle-Zélande – Donella Thomsen
- Îles Mariannes du Nord – Juanita Masga Mendiola
- Norvège – Mona Olsen
- Panama – Ana María Henríquez Valdés
- Paraguay – María Isabel Urízar Caras
- Pérou – Gladys Silva Cansino
- Philippines – Maria Caroline (Maricar) de Vera Mendoza
- Portugal – Ana Paula Machado Moura
- Porto Rico – Carmen Lotti
- La Réunion – Patricia Abadie
- Saint-Christophe – Marva Warner
- Écosse – Anne McFarlane
- Singapour – Florence Tan
- Afrique du Sud – Daniela di Paolo
- Espagne – Francisca (Paquita) Ondiviela Otero
- Sri Lanka – Renuka Varuni Jesudhason
- Suède – Eva Lena Lundgren
- Suisse – Bridget Voss
- Tahiti – Tatiana Teraiamano
- Thaïlande  – Massupha Karbprapun
- Transkei – Kedibone Tembisa Letlaka
- Trinité-et-Tobago – Romini Samaroo
- Turquie – Senay Unlu
- Îles Turques-et-Caïques – Frances Gloria Rigby
- Uruguay – Griselda Dianne Anchorena
- États-Unis – Kim Seelbrede
- Îles Vierges des États-Unis – Marise Cecile James
- Venezuela – Irene Sáez Conde
- Pays de Galles – Karen Ruth Stannard
- Samoa – Lenita Marianne Schwalger

### Scores du défilé en maillots de bain
- 8.510 États-Unis
- 8.440 Allemagne
- 8.380 Tahiti
- 8.375 Venezuela
- 8.350 Norvège
- 8.230 Finlande
- 8.200 Brésil
- 8.140 Belgique
- 8.080 Sri Lanka
- 8.040 Suède
- 8.000 Équateur
- 7.980 Nouvelle-Zélande
- 7.870 Hollande
- 7.840 Afrique du Sud
- 7.830 Uruguay
- 7.770 Islande
- 7.670 Guadeloupe
- 7.610 France
- 7.580 Pérou
- 7.540 Colombie
- 7.510 Canada
- 7.510 Israël
- 7.460 Australie
- 7.410 Italie
- 7.380 Irlande
- 7.320 Argentine
- 7.270 Martinique
- 7.250 Panama
- 7.240 Pays de Galles
- 7.140 Angleterre
- 7.130 Porto Rico
- 7.120 Chili
- 7.110 Réunion
- 7.100 République dominicaine
- 7.100 Inde
- 7.080 Suisse
- 7.040 Bahamas
- 6.990 Philippines
- 6.970 Corée
- 6.970 Namibie
- 6.920 Espagne
- 6.910 Mexique
- 6.870 Gibraltar
- 6.860 Transkei
- 6.850 Écosse
- 6.800 Grèce
- 6.788 Chypre
- 6.760 Singapour
- 6.750 Autriche
- 6.730 Japon
- 6.720 Costa Rica
- 6.710 Trinité-et-Tobago
- 6.690 Guam
- 6.690 Paraguay
- 6.680 Turquie
- 6.670 Danemark
- 6.670 Malaisie
- 6.580 Bolivia
- 6.550 Thaïlande
- 6.510 Curaçao
- 6.505 Honduras
- 6.500 Fiji
- 6.500 Samoa occidentales
- 6.480 Guatemala
- 6.465 Belize
- 6.420 Îles Caïmans
- 6.420 Malte
- 6.400 Aruba
- 6.350 Ile Maurice
- 6.330 Îles Vierges des États-Unis
- 6.230 Saint-Christophe
- 6.206 Îles Vierges britanniques
- 6.140 Bermuda
- 6.080 Îles Mariannes du Nord
- 6.070 Îles Turques-et-Caïques

- ? Hong Kong
- ? Portugal